# Luciano Busso
Luciano Carlos Busso (Rosario, Provincia de Santa Fe, Argentina; 25 de mayo de 1973) es un exfutbolista argentino. Jugaba como arquero y su primer equipo fue Newell's Old Boys. Su último club antes de retirarse fue Juventud de Pergamino.

## Trayectoria
Arquero de temperamento, demuestra sus mayores aptitudes debajo de los "tres palos", poseedor de buenos reflejos lo que le permite tener reacciones inmediatas ante rebotes o jugadas dentro del área chica. Arquero de mucha personalidad, voz de mando, permitiéndole hacerse dueño del área; con mucha experiencia debido a los partidos jugados en primera división. Surgió de las divisiones inferiores de Newell's Old Boys y estuvo allí hasta 1995, cuando se desvinculó. En ese mismo año pasó a Unión de Santa Fe. Estuvo hasta 1996. En 1998 pasó a Tigre. Estuvo en el club de Victoria hasta el 2000. En ese mismo año pasó a Defensa y Justicia. En el 2001 pasó a Independiente Rivadavia.

## Clubes
(ITA)
(2005-2006)
F.C. Rossano calabro (Calabria)
(ITA)
(2006-2007)

| Club                    | País      | Año       |
| ----------------------- | --------- | --------- |
| Newell's Old Boys       | Argentina | 1991-1995 |
| Unión de Santa Fe       | Argentina | 1995-1996 |
| Argentino de Rosario    | Argentina | 1996-1998 |
| Tigre                   | Argentina | 1998-2000 |
| Defensa y Justicia      | Argentina | 2000-2001 |
| Independiente Rivadavia | Argentina | 2001-2002 |
| San Martín de Tucumán   | Argentina | 2002      |
| Audaz Octubrino         | Ecuador   | 2003      |
| Ben Hur de Rafaela      | Argentina | 2003-2004 |
| Sporting Genzano        | Italia    | 2004-2005 |
| Argentino de Rosario    | Argentina | 2007-2009 |
| Sports Pergamino        | Argentina | 2009-2010 |
| Juventud de Pergamino   | Argentina | 2010      |

## Palmarés
| Título                     | Club              | País      | Año  |
| -------------------------- | ----------------- | --------- | ---- |
| Ascenso a Primera División | Unión de Santa Fe | Argentina | 1996 |